# Jacques Cathelineau
Jacques Cathelineau (født 5. januar 1759, død 14. juli 1793) var en fransk bissekræmmer og general, som var en af de royalistiske ledere under Vendéerkrigen.

## Liv
Cathelineau blev i født i Le Pin-en-Mauges, og blev kendt i Anjou-regionen gennem sit arbejde som bissekræmmer. Hans militære engagement begyndte i 1793, da den antirepublikanske opstand, kendt som Vendéerkrigen, brudte ud i modsvar til blandt andet indførelsen af værnepligt, henrettelsen af Ludvig 16. og den republikanske regerings politik imod kirken.
Cathelineau ledte en gruppe bønder ved oprørets udbrud, og havde succes med at overtage en række byer. Hans mænd sluttede sig herefter til de andre royalistiske styrker, og den 12. juni 1793 valgte de andre ledere at gøre Cathelineau til generalissimo. Han ledte de royalistiske styrker ved slaget ved Nantes den 29. juni, men blev fatalt såret under slaget, da han blev skudt. Han endte med at dø af skaden to uger senere.
Cathelineau familien blev adlet under Restaurationen, og hans barnebarn, Henri de Cathelineau, var en officer i den fransk hær under Den fransk-preussiske krig.